# 东京都立商科短期大学
东京都立商科短期大学（日语：／ TōKyōtoritsu Shōka Tanki Daigaku *），简称商短（しょうたん）、TMC，是过去一所位于日本东京都昭岛市的公立短期大学。

## 概要

### 简介
- 短期大学为于1954年开办[1]、由东京都经营。招生到1995年、停办于2001年[2]。

### 历史
- 1954年 东京都立商科短期大学成立在东京都江东区并同时设置商科。
- 1957年 第二部成立于商科。
- 1969年 校园迁址至东京都昭岛市从江东区。
- 1973年 经营学科成立在东京都中央区。
- 1995年 招生最后、次年停止招生（正式停办于2001年3月31日[2]）。

## 学校环境
- 昭岛校区：在了东京都昭岛市
- 晴海校区：在了东京都中央区

## 历任校长
- 今村直人：第一代短期大学校长[3]。
- 水上忠：最后短期大学校长[4]。

## 组织

### 学科
- 商学科
  - 第一部
  - 第二部

### 专科
| - 没有 |

### 业余课程
| - 没有 |

## 相关链接
- 日本短期大学列表
- 东京都立立川短期大学
- 东京都立工业短期大学
- 东京都立航空工业短期大学
- 东京都立工科短期大学